# Helionides assamensis
Helionides assamensis är en insektsart som först beskrevs av Irena Dworakowska 1981.  Helionides assamensis ingår i släktet Helionides och familjen dvärgstritar. Inga underarter finns listade i Catalogue of Life.